# Massimiliano Palinuro
Massimiliano Palinuro (Ariano Irpino, 10 giugno 1974) è un vescovo cattolico e missionario italiano, dal 14 settembre 2021 vicario apostolico di Istanbul e amministratore apostolico di Costantinopoli.

## Biografia
È nato ad Ariano Irpino, sede vescovile in provincia di Avellino, il 10 giugno 1974.

### Formazione e ministero sacerdotale
Dal 1993 ha frequentato il seminario arcivescovile "Card. Alessio Ascalesi" di Napoli. Ha ottenuto la licenza in sacra scrittura presso il Pontificio Istituto Biblico.
Nel 1998 è stato ordinato diacono dal vescovo Eduardo Davino, mentre il 24 aprile 1999 presbitero dal vescovo Gennaro Pascarella nella cattedrale di Ariano Irpino.
Dal 1999 al 2000 è stato vicario parrocchiale del santuario di Nostra Signora di Fatima ad Ariano Irpino, mentre dal 2000 al 2011 è stato parroco della Santissima Annunziata a San Nicola Baronia.
Dopo aver conseguito il dottorato in teologia biblica alla Pontificia facoltà teologica dell'Italia meridionale, dal 2004 ha insegnato Nuovo Testamento ed è stato incaricato di Filologia greca neotestamentaria nella stessa facoltà teologica.
Nel 2011 è stato inviato come missionario fidei donum in Turchia, dapprima nell'arcidiocesi di Smirne e, dal 2018, nel vicariato apostolico dell'Anatolia, dove ha ricoperto l'incarico di parroco a Trebisonda. Nel 2019 su incarico del vescovo Rubén Tierrablanca González, presidente della conferenza episcopale turca, ha collaborato alla revisione dei vangeli e degli atti degli apostoli in lingua turca.
Oltre all'italiano, parla il turco e l'inglese.

### Ministero episcopale
Il 14 settembre 2021 papa Francesco lo ha nominato vicario apostolico di Istanbul e amministratore apostolico di Costantinopoli; è succeduto a Rubén Tierrablanca González, deceduto il 22 dicembre 2020.
Il 7 dicembre seguente ha ricevuto l'ordinazione episcopale, nella cattedrale di Santa Maria Assunta ad Ariano Irpino, dal cardinale Leonardo Sandri, co-consacranti i vescovi Sergio Melillo e Paolo Bizzeti.
Il 18 dicembre ha preso possesso del vicariato apostolico.

## Genealogia episcopale
La genealogia episcopale è:
- Cardinale Scipione Rebiba
- Cardinale Giulio Antonio Santori
- Cardinale Girolamo Bernerio, O.P.
- Arcivescovo Galeazzo Sanvitale
- Cardinale Ludovico Ludovisi
- Cardinale Luigi Caetani
- Cardinale Ulderico Carpegna
- Cardinale Paluzzo Paluzzi Altieri degli Albertoni
- Papa Benedetto XIII
- Papa Benedetto XIV
- Papa Clemente XIII
- Cardinale Marcantonio Colonna
- Cardinale Giacinto Sigismondo Gerdil, B.
- Cardinale Giulio Maria della Somaglia
- Cardinale Carlo Odescalchi, S.I.
- Vescovo Eugène de Mazenod, O.M.I.
- Cardinale Joseph Hippolyte Guibert, O.M.I.
- Cardinale François-Marie-Benjamin Richard
- Cardinale Pietro Gasparri
- Cardinale Clemente Micara
- Cardinale Antonio Samorè
- Cardinale Angelo Sodano
- Cardinale Leonardo Sandri
- Vescovo Massimiliano Palinuro